# Dendrobium macrophyllum
Dendrobium macrophyllum is een soort uit de orchideeënfamilie (Orchidaceae). De soort komt voor in Indonesië, de Filipijnen, Nieuw-Guinea en sommige eilanden van het westelijke deel van de Grote Oceaan, zoals de Salomonseilanden, Fiji, Nieuw-Caledonië, Samoa en de Carolinen.